# Teramo Calcio
Teramo Calcio (pełna nazwa Società Sportiva Dilettantistica Teramo Calcio Srl) – włoski klub piłkarski, grający w Serie D, mający siedzibę w mieście Teramo. Trenerem klubu jest Roberto Cappellacci, a prezesem Luciano Campitelli.

## Historia
Klub został założony 1913 roku.
W Serie C1 klub miał ciężko. W sezonie 2006/07 spadł do ligi Serie C2.
Sezon później klub zajął ósme miejsce w Serie C2, ale z powodów finansowych spadł do najniższych lig.
W sezonie 2008/09 klub się odbił i ostatecznie w sezonie 2010/11 awansował do Serie D.